# Dietersburg
Dietersburg je obec v německé spolkové zemi Bavorsko, v zemském okrese Rottal-Inn ve vládním obvodu Dolní Bavorsko.
Žije zde přibližně 3 100 obyvatel.

## Sousední obce
Aidenbach, Arnstorf, Bad Birnbach, Egglham, Johanniskirchen, Pfarrkirchen, Postmünster, Schönau